# Etang Discher
Etang Discher (24 de noviembre de 1906 - 22 de noviembre de 1991), (también conocida como Nena Discher), fue una prominente actriz filipina que interpretaba diferentes personajes similares. Su rostro severo, el castellano demacrada aparecía en muchas películas posteriores sobre la guerra filipina, especialmente en óperas de dramas. Fue la mujer filipina por las audiencias del cine más odiadas, a menudo que interpretaba a una tía malvada, incluso fue llamada como la bruja. Mientras que sus persoanajes estaban predispuestos ya que apenas han hecho de ella una gran estrella, que sin embargo fue una de las más famosas (o infame) y de las estrellas de las películas más duraderas. Muchas de sus películas fueron producidas por Sampaguita Pictures, estudio en las que ella estaba bajo contrato de una parte importante de su carrera.
Su padre era alemán y su madre filipina. Comenzó su carrera en el mundo del espectáculo como corista en los espectáculos de Katy de la Cruz. Su hijo, Panchito Alba, se convirtió en un comediante famoso de película por derecho propio, por lo general echado como el personaje de comedia de Dolphy.

## Filmografía
- 1939 -Anak ng Hinagpis [Filippine]
- 1946 -Alaala Kita [Lvn]
- 1951 -Reyna Elena [Lvn]
- 1951 -Bohemyo [Lvn]
- 1951 -Ang Aking Kahapon [Tamaraw]
- 1951 -Haring Cobra [Lvn]
- 1952 -Rebecca [Sampaguita]
- 1952 -Tía Loleng [Lvn]
- 1952 -Bakas ng Kahapon [Premiere]
- 1953 -Dyesebel [Premiere/Manuel Vistan Jr.]
- 1954 -Musikong Bumbong [Sampaguita]
- 1954 -Matandang Dalaga [Sampaguita]
- 1954 -Jack & Jill [Sampaguita]
- 1954 -Eskandalosa [Ace York]
- 1954 -Ang Biyenang Hindi Tumatawa [Sampaguita]
- 1954 -Tres Ojos [Sampaguita]
- 1954 -Kurdapya [Sampaguita]
- 1955 -Uhaw sa Pag-ibig [Sampaguita]
- 1955 -Mariposa [Sampaguita]
- 1955 -Despatsadora [Sampaguita]
- 1955 -Kontra Bida [Sampaguita]
- 1955 -Iyung-Iyo [Sampaguita]
- 1955 -Bim Bam Bum [Sampaguita]
- 1956 -Vaccacionista [Sampaguita]
- 1956 -Kanto Girl [Sampaguita]
- 1957 -Sino ang Maysala [Vera Pérez]
- 1957 -Bituing Marikit [Sampaguita]
- 1957 -Diyosa [Sampaguita]
- 1957 -Hahabul-Habol [Sampaguita]
- 1957 -Busabos [Sampaguita]
- 1957 -Paru-Parong Bukid [Sampaguita]
- 1958 -Mga Reyna ng Vicks [Sampaguita]
- 1958 -Isang Milyong Kasalanan [Sampaguita]
- 1958 -Palaboy [Vera-Perez]
- 1958 -Mapait na Lihim [Sampaguita]
- 1958 -Baby Bubut [Sampaguita]
- 1958 -Berdaderong Ginto [Vera-Perez]
- 1958 -Bobby [Sampaguita]